# Sekiro: Shadows Die Twice
Sekiro: Shadows Die Twice – gra komputerowa z gatunku przygodowa gra akcji wydana w 2019 przez FromSoftware. Gra roku według The Game Awards 2019.

## Opis gry
Przygodowa gra akcji łączy elementy walki z koniecznością skradania się, celem uniknięcia konfliktu lub zaatakowaniem z zaskoczenia. Rozbudowany system zręcznościowy czerpie ze wcześniejszych produktów studia: serii Dark Souls oraz gry Bloodborne. System walki wymaga parowania i unikania ciosów.
Gracz poznaje nowe lokacje. Za zgromadzone doświadczenie można odblokowywać nowe umiejętności z wybranych drzewek talentów: nowe ataki czy umiejętności pasywne.

### Fabuła
W grze jesteś tzw. jednorękim wilkiem, czyli zhańbionym wojownikiem uratowanym przed śmiercią. Twoim zadaniem jest ochrona młodego lorda, potomka starożytnego rodu. Bronisz go przed atakami wrogów, w tym klanu Ashina. Kiedy młody lord został schwytany, musisz wyruszyć go ratować.
Główny bohater podczas obrony swojego lorda stracił rękę, przez co korzysta z protezy, którą może wyposażać w różne bronie i przedmioty.

## Odbiór
90/100 w serwisach Destructoid, Game Informer, TheSixthAxis, Attack of the Fanboy, a także 95/100 w PlayStation LifeStyle i IGN.

### Nagrody
W tabeli znajdują się nagrody (pogrubione) i nominacje.
| Nagroda              | Kategoria                                | Data     | Źródło      |
| -------------------- | ---------------------------------------- | -------- | ----------- |
| The Game Awards 2019 | Najlepsza przygodowa gra akcji           | 12.12.19 | [ 5 ] [ 6 ] |
| The Game Awards 2019 | Gra roku                                 | 12.12.19 | [ 5 ] [ 6 ] |
| The Game Awards 2019 | Najlepiej wyreżyserowana gra             | 12.12.19 | [ 7 ]       |
| The Game Awards 2019 | Najlepszy kierunek artystyczny           | 12.12.19 | [ 7 ]       |
| The Game Awards 2019 | Najlepsze udźwiękowienie                 | 12.12.19 | [ 7 ]       |
| SXSW Gaming Awards   | Gra roku                                 | 2020     | [ 8 ]       |
| SXSW Gaming Awards   | Doskonałość w rozgrywce                  | 2020     | [ 8 ]       |
| SXSW Gaming Awards   | Doskonałość w osiągnięciach technicznych | 2020     | [ 8 ]       |
| SXSW Gaming Awards   | Doskonałość w osiągnięciach wizualnych   | 2020     | [ 8 ]       |